# Кинг, Мэтт
Мэтт Кинг британский комик, известный по сериалу Пип шоу и ролям в фильмах Рок-н-рольщик и Чернильное сердце.

## Биография
Кинг родился в Уотфорде, Хартфордшир, Англия 31 января 1968 года и учился в школе Чешант. В 20 лет он переехал в Австралию, где работал шеф-поваром до встречи с Джимейном Маккеуном. МаКкеун предложил Кингу стать стендап-комиком. Кинг проработал в австралийском комедийном шоу 15 лет, прежде чем вернуться в Великобританию и прославился своим персонажем в роли Супер Ганса в ситкоме Peep Show, в 2007 году был номинирован на премию за лучшую мужскую роль в комедийном сериале на телевизионном фестивале в Монте-Карло.

## Фильмография

### Фильмы
1. Приключения Паддингтона (2014)
2. Достать Санту (2014)
3. Телохранитель (2010)
4. Сделано в Дагенхэме (2010)
5. Мэлис в Стране чудес (2009)
6. Father (короткометраж., 2009)
7. Бронсон (2008)
8. Чернильное сердце (2008)
9. Рок-н-рольщик (2008)
10. Полный улет (1999)
11. Барракуда (1997)

### Сериалы
1. В темноте (сериал) (2017)
2. Старлинги (сериал)(2012)
3. Оживший (сериал)(2010—2011)
4. Кухня (сериал) (2010)
5. City of Vice (сериал) (2008)
6. Джекилл (сериал) (2007—2008)
7. Молокососы (сериал) (2007—2009)
8. Звездные истории (сериал) (2006—2008)
9. Доктор Кто (сериал) (2005—2008)
10. Пип шоу (сериал) (2003—2009) — Супер Ханс
11. Something in the Air (сериал) (2000—2002)
12. Comedy Lab (сериал) (1998—2008)
13. Чисто английское убийство (сериал) (1984—2009)